# Úrvalsdeild Karla 1955
La Úrvalsdeild Karla 1955 fue la 44.ª edición del campeonato de fútbol islandés. El campeón fue el KR. Esta fue la primera temporada en la que un equipo quedó relegado de la división. Þróttur descendió a la 1. deild karla.

## Tabla de posiciones
| Pos | Equipo          | PJ | PG | PE | PP | GF | GC | Dif | Pts |
| --- | --------------- | -- | -- | -- | -- | -- | -- | --- | --- |
| 1   | KR Reykjavik    | 5  | 4  | 1  | 0  | 21 | 3  | +18 | 9   |
| 2   | ÍA              | 5  | 4  | 0  | 1  | 23 | 7  | +16 | 8   |
| 3   | Valur Reykjavik | 5  | 2  | 2  | 1  | 13 | 6  | +7  | 6   |
| 4   | Fram Reykjavik  | 5  | 2  | 0  | 3  | 9  | 20 | -11 | 4   |
| 5   | Víkingur        | 5  | 1  | 1  | 3  | 6  | 11 | -5  | 3   |
| 6   | Þróttur         | 5  | 0  | 0  | 5  | 2  | 27 | -25 | 0   |